# Life (film, 2015)
Pour les articles homonymes, voir Life (homonymie).
Pour plus de détails, voir Fiche technique et Distribution.
Life est un film dramatique biographique réalisé par Anton Corbijn, sorti en 2015.

## Synopsis
Dennis Stock, un photographe de Life Magazine fait un reportage sur James Dean, en 1955, à la veille de la sortie d'À l’est d’Éden.

## Fiche technique
Sauf indication contraire, les informations mentionnées dans cette section peuvent être confirmées par la base de données cinématographiques IMDb,  présente dans la section « Liens externes ».
- Titre original : Life
- Réalisation : Anton Corbijn
- Scénario : Luke Davies
- Musique : Owen Pallett
- Direction artistique : Anastasia Masaro
- Décors : Kimberley Zaharko
- Costumes : Gersha Phillips
- Montage : Nick Fenton
- Photographie : Charlotte Bruus Christensen
- Production : Iain Canning, Christina Piovesan	et Emile Sherman
- Sociétés de production : See-Saw Films, Barry Films et First Generation Films
- Sociétés de distribution : ARP Sélection (France), Transmission Films (Australie)
- Budget : 10-15 millions de dollars[réf. nécessaire]
- Pays d’origine :  Canada /  Allemagne /  Royaume-Uni /  Australie /  États-Unis
- Langue originale : anglais
- Format : couleur - 2,35:1 - son Dolby numérique
- Genre : drame biographique
- Durée : 111 minutes
- Dates de sortie[1] : 
  - Allemagne : 9 février 2015 (Berlinale)
  - France : 9 septembre 2015
  - Royaume-Uni : 25 septembre 2015

## Distribution
| |  |  |
| Les acteurs principaux Robert Pattinson et Dane DeHaan interprètent respectivement Dennis Stock et James Dean. |  |  |

- Robert Pattinson (VF : Thomas Roditi) : Dennis Stock
- Dane DeHaan (VF : Benjamin Bollen) : James Dean
- Ben Kingsley (VF : Féodor Atkine) : Jack Warner
- Joel Edgerton (VF : Boris Rehlinger) : John G. Morris
- Alessandra Mastronardi (VF : Sabrina Marchese) : Pier Angeli
- Stella Schnabel (VF : Olivia Nicosia) : Norma Stock
- Michael Therriault (en) (VF : Benoît Berthon) : Elia Kazan
- Kristen Hager (VF : Sybille Tureau) : Veronica
- Kelly McCreary (VF : Odile Cohen) : Eartha Kitt
- Peter J. Lucas (en) : Nicholas Ray
- Lauren Gallagher : Natalie Wood
- John Blackwood (VF : Pierre Dourlens) : Raymond Massey
- Kristian Bruun (VF : Nicolas Dangoise) : Roger Love
- Caitlin Stewart : Julie Harris
- Nicholas Rice (VF : Philippe Siboulet) : Lee Strasberg
- Ron White (en) (VF : Pascal Germain) : oncle Marcus Winslow
- Phil Hayes (de) : Marshall
- Jason Blicker (VF : Patrice Baudrier) : un journaliste
- Eva Fisher : Judy Garland (non créditée)

 Source et légende : version française (VF) sur RS Doublage et selon le carton du doublage français sur le DVD zone 2.

## Autour du film
Anton Corbijn était particulièrement intéressé par le sujet du film, ayant lui-même vécu une expérience similaire avec le pianiste hollandais Herman Brood lorsqu'il était encore photographe. Celui-ci l'avait en effet suivi pendant une longue période, lui consacrant une importante série de photos, jusqu'à ce que le musicien devienne célèbre du jour au lendemain dans son pays et ne devienne la cible des autres photographes.